# 伊谢尔山麓布赫
伊谢尔山麓布赫（德語：Buch am Irchel）是瑞士联邦苏黎世州安德爾芬根區的市镇。该市镇面积为10.21平方千米，海拔高度534米，2018年12月31日人口数为977。

## 外部連結
- 伊谢尔山麓布赫官方网站 （页面存档备份，存于） （德文）